# Norma Plá
Norma Beatriz Guimil de Plá (Buenos Aires, Argentina, 7 de septiembre de 1932 - Barrio San José, Temperley, Lomas de Zamora, Argentina, 18 de junio de 1996) fue una activista argentina que reclamaba por el aumento a las pensiones de los jubilados, llegando a encabezar diversas marchas por los derechos de la gente mayor en Argentina. En 1991 su movimiento de jubilados y jubiladas inició la práctica de cortar todos los miércoles la estratégica Avenida Rivadavia de Buenos Aires, frente al Congreso de la Nación, constituyéndose en el primero en la historia argentina en cortar calles sistemáticamente como forma de protesta, anticipando el movimiento piquetero.

## Biografía
Nacida en Argentina, casada, con cuatro hijos, vivió en una modesta vivienda desde su juventud hasta su muerte en 1996.
Ya jubilada (retirada), comenzó a adquirir notoriedad a principios de los años 1990, por su manera de reclamar al gobierno del presidente Carlos Menem y al propio ministro de economía Domingo Cavallo un haber mínimo de 450 pesos para la clase pasiva. También reclamaba que el PAMI, obra social de los jubilados, sea conducido por sus propios beneficiarios. Se le otorgó el apelativo de la "Abanderada de los jubilados", y fue recordada como la mujer que hizo llorar al ya mencionado Cavallo y a Carlos Ruckauf.
Plá, quien participó de manera ininterrumpida de las primeras cien marchas que los jubilados y pensionados protagonizaron cada miércoles durante cinco años, hizo llorar a Cavallo en el Congreso Nacional cuando le recordó que él también tenía padres jubilados que padecían por la escasa remuneración que percibían. Tuvo inconvenientes con el Concejo Deliberante, el Banco Hipotecario Nacional, la DGI, etc., llegando a acumular varios juicios.

"Yo gano 150 pesos, me arreglo porque me ayudan mis hijos, pero hay otros que están todavía peor que yo. Pedimos 450 pesos de jubilación, ¿Es mucho? Si el ministro Cavallo dice que 10 mil no le alcanzan ¿Que no hay plata? No habrá para nosotros, pero sí para aviones o canchas de tenis en Olivos. Yo aporté toda mi vida, quiero que me devuelvan ese dinero."
Norma Plá, 1992.

Su figura es recordada como uno de los personajes más importantes en la década de 1990. Comandó al grupo de jubilados de Plaza Lavalle. Tuvo enfrentamientos con policías y políticos, a quienes arrojó en algunas ocasiones productos alimenticios (huevos, harina, chorizos) y profirió insultos hacia ellos, en reclamo por la situación que ella y otros atravesaban económicamente. Dialogó con distintos dirigentes partidarios y llegó a amenazar con suicidarse si no era escuchada en la Casa de Gobierno.
Durmió durante más de cien días en Plaza Lavalle, fue arrestada temporalmente en distintas celdas policiales por sus frecuentes reclamos y peleas con la policía. Incluso envió una corona fúnebre al domicilio de Domingo Cavallo. Organizó almuerzos en insólitos lugares de la ciudad de Buenos Aires, conocidos como "choriceadas". Tenía más de veinte procesos judiciales, padeció varios desmayos, realizó huelgas de hambre y convocatorias populares, y hasta amenazó al Ministro de Economía de aquel entonces con instalarse con una carpa frente a su vivienda. Se solidarizaba con otras causas tales como los empleados del Ferrocarril Roca por despidos y manifestó con un grupo de jubilados frente a la Casa de la provincia de Jujuy.
Falleció de cáncer de mama a los 63 años el 18 de junio de 1996 a las 19:30  en su casa de la localidad de Temperley tras abandonar la Clínica Passo donde trataba su enfermedad terminal una semana antes. Según su última petición, sus cenizas fueron arrojadas en la Plaza Lavalle.

## Menciones en la cultura popular
Es mencionada en las dos primeras estrofas de la canción de rock «Señor Cobranza», de la banda Las Manos de Filippi (después popularizada por su versión de Bersuit Vergarabat):

Voy a la cocina, luego al comedor,

miro las revista y el televisor.

Me muevo para aquí, me muevo para allá,

Norma Plá a Cavallo lo tiene que matar.

¿Qué me viene con chorizos?,
Pero ella va a llegar.
Que cocine a la madre de Cavallo y al papá,
o los hijos, si es que tiene.
Frag. Sr. Cobranza

Es mencionada también en la canción de Damas Gratis "100% industria argentina":

Ay, ay, ay,

que risa que me da.

Tu casa van a quemar,

mataste hasta Norma Plá, 

vendiste a la Argentina 

sos capaz de vender a tu mamá.
Frag. 100% industria argentina

La banda argentina de reggae Resistencia Suburbana la menciona en su canción "Represión brava":

Nuestros ancianos resistirán 

aunque repriman, resistirán. 

Y no están solos, aún los guía 

la hidalguía de Norma Plá, 

que desde el cielo muy fuerte grita 

si no hay justicia nunca habrá paz.
Frag. Represión Brava

La lucha de Norma Plá es relatada -sin mencionarla explícitamente- en la canción "Mi vieja", compuesta por Eduardo Frigerio y Sebastián Borenztein, y célebre por la interpretación realizada por Pappo.

Mi vieja va a la plaza con pancartas

con las pancartas que yo mismo le armé

ella protesta porque ya esta harta

(de que le afanen una y otra vez)

de que le afanen una vez por mes.

En una de las manifestaciones

vino la cana y se la quiso llevar

por reclamar lo que le corresponde

(Se vuelve loco ¡los quiere matar!)

me vuelvo loco y ¡los quiero matar!
Frag. Mi vieja

La banda argentina de punk rock Bolskasha le rindió homenaje en el videoclip "Esclavo del sistema", cuya canción, compuesta por Leonardo Spinosa, pertenece al álbum "10 años en el underground" (2022).

Y hoy a cambio 

tenés tu jubilación,

poco y nada sirve 

para comprar hoy.

De nada te sirvió 

gastar tanto sudor...

Frag. Esclavo del sistema

## Legado
Norma Plá dejó una marca profunda en la historia argentina como símbolo de la lucha por los derechos de los jubilados. Su presencia no fue la de una activista profesional ni la de una figura mediática: fue la de una mujer común que hizo visible una realidad muchas veces ignorada. En un país con una historia de movilización social, su figura destaca porque representó a quienes rara vez tienen voz en las calles: los adultos mayores. Su lucha incomodó, porque cuestionó no sólo decisiones políticas sino también una cultura que tiende a descartar a quienes ya no están en edad productiva. La importancia de Norma Plá radica en que puso sobre la mesa la urgencia de repensar el lugar que le damos a la vejez en nuestra sociedad. Su legado persiste como un llamado a no olvidar el reclamo por una vida digna también de los adultos mayores.
Además, la activista tuvo muchas apariciones televisivas y entrevistas donde defendió su postura frente a diferentes personalidades y periodistas. De esas presentaciones quedaron frases que hasta hoy en día resuenan en la cultura popular Argentina.

“Siempre estoy detenida, pero no por ladrona ni por corrupta, sino por decirle la verdad a estos señores que nos están apaleando constantemente, pero la vamos a seguir. Somos más pueblo que milicos, que no se olviden de eso”.
Norma Plá

No llore señor ministro, no llore. Tenga fuerza para defender lo suyo. Usted tiene madre pero seguro que no está en la Plaza Lavalle con nosotros. Debe estar mejor”.
Norma Plá

Y en el programa de Gerardo Sofovich dirigido al mismo:

"Yo salí a luchar cuando tuve hambre. Usted cuando tenga hambre, si algún día tiene hambre, va a salir a luchar también”
Norma Plá